# Llei de Stefan-Boltzmann

Intensitat, o energia emesa per unitat de superfície i temps, en funció de la temperatura.

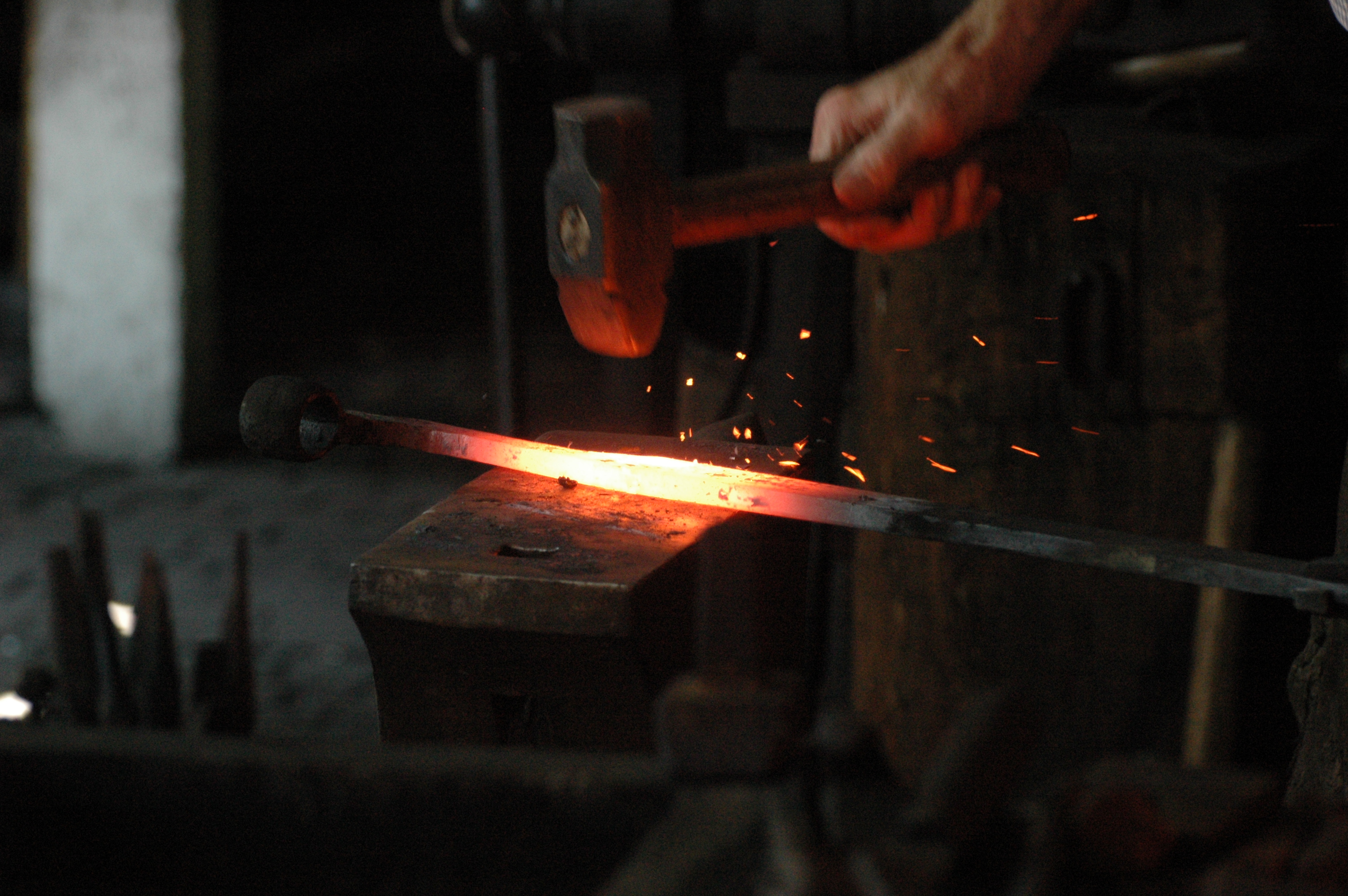
El ferro calent es refreda mitjançant emissió de radiació infraroja i llum.

La llei de Stefan-Boltzmann estableix que la irradiància, o intensitat d'energia total emesa per radiació, {\textstyle I}, per part d'un cos negre és proporcional a la quarta potència de la temperatura absoluta, {\textstyle T}, del cos negre.
Matemàticament es pot expressar com:
{\displaystyle I=\sigma \cdot T^{4}\,}
on {\textstyle \sigma } és la constant de Stefan-Boltzmann ({\displaystyle \sigma =5,670\,373\,(21)\times 10^{-8}\mathrm {\frac {W}{m^{2}\cdot K^{4}}} }).
La irradiància es mesura en el sistema internacional en W/m², i es defineix com la relació entre el flux radiant, o potència de radiació, respecte de la superfície sobre la qual incideix.
| Material           | Emissivitat, {\displaystyle \epsilon } |
| ------------------ | -------------------------------------- |
| Aigua              | 0,95 - 0,963                           |
| Alumini, anoditzat | 0,77                                   |
| Alumini, paper     | 0,04                                   |
| Argent, polit      | 0,02 - 0,03                            |
| Argent, oxidat     | 0,04                                   |
| Asfalt             | 0,93                                   |
| Pedra calissa      | 0,90 - 0,93                            |
| Coure, polit       | 0,023 - 0,052                          |
| Coure, oxidat      | 0,78                                   |
| Gel                | 0,966 - 0,985                          |
| Guix               | 0,98                                   |
| Formigó            | 0,63 - 0,85                            |
| Marbre blanc       | 0,95                                   |
| Neu                | 0,985                                  |
| Or polit           | 0,025                                  |
| Paper offset       | 0,55                                   |
| Pintura a l'oli    | 0,92 - 0,96                            |
| Maó                | 0,75 - 0,93                            |
| Vidre, llis        | 0,92 - 0,94                            |

La irradiància d'una superfície real és menor que la d'un cos negre, que és una substància hipotètica, a la mateixa temperatura i és expressada per:
{\displaystyle I=\epsilon \cdot \sigma \cdot T^{4}\,}
on {\textstyle \epsilon } és una propietat radiativa de la superfície denominada emissivitat o poder emissiu. Amb valors entre 0 i 1, aquesta propietat proporciona una mesura de l'eficiència amb què una superfície emet energia en relació amb un cos negre, el qual té {\textstyle \epsilon =1}. Això depèn marcadament del material de la superfície i de l'acabat, i de la temperatura. Així els metalls polits, tenen baixa emissivitat (argent polit 0,02-0,03; or polit 0,025; paper d'alumini 0,04; etc.) per la qual cosa són bons aïllants de la radiació; d'altres materials són molt bons emissors de radiació (gel 0,988-0,985; marbre blanc 0,95; aigua 0,95-0,963; etc.)

## Història

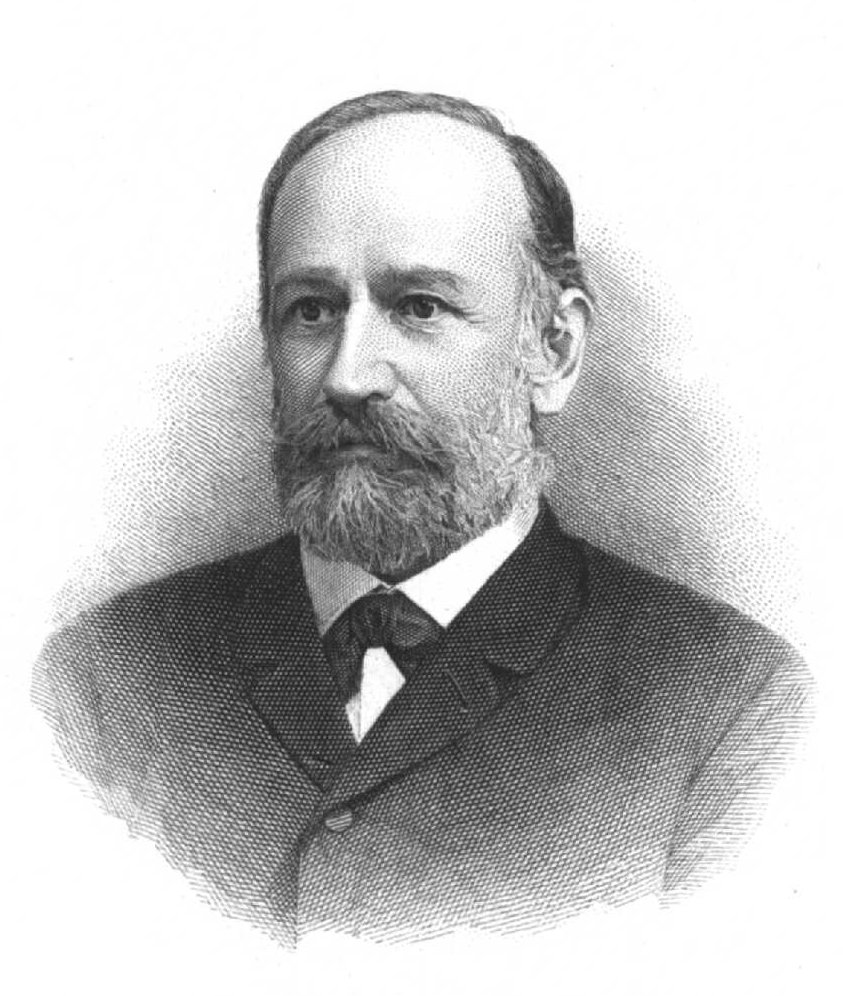
Josef Stefan

El 1817 els científics francesos Pierre Louis Dulong (1785-1838) i Alexis Thérèse Petit (1791-1820) estudiaren la velocitat de refredament de termòmetres a diferents temperatures situats dins recipients esfèrics de coure submergits dintre d'aigua, i deduïren una llei que relaciona l'emissió d'energia radiant per segon (potència), {\textstyle P}, amb la temperatura, {\textstyle t}, del termòmetre en graus centígrads. La relació és:{\displaystyle P=a\cdot (1,0077)^{t}+b}on {\textstyle a} i {\textstyle b} són dues constants.

### La llei de Stefan
El 1879 el físic eslovè Josef Stefan (1835-1893) publicà una relació diferent on l'energia radiant per segon (potència o flux energètic) és proporcional a la quarta potència de la temperatura a partir d'unes mesures del físic irlandès John Tyndall (1820-1893) que indicaven que l'energia emesa per segon d'un filferro de platí a 1200 °C era 11,7 vegades superior a l'emesa a només 525 °C. Efectivament es pot escriure la temperatura en kèlvins i s'observa la relació de Stefan:
{\displaystyle \left({\frac {1200+273}{525+273}}\right)^{4}=11,6\approx 11,7}

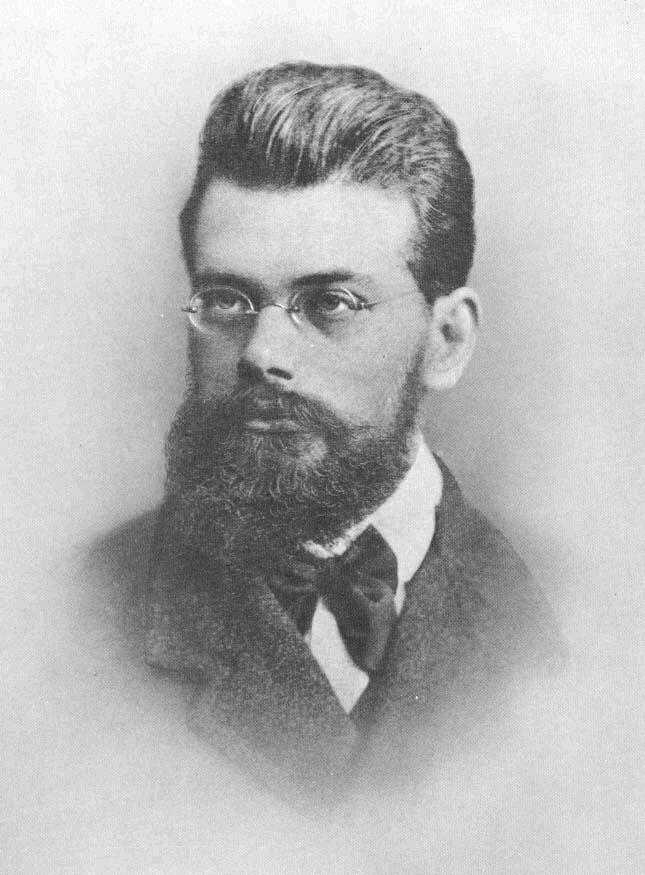
Ludwig Eduard Boltzmann als 31 anys (1875)

Stefan analitzà les dades de Dulong i Petit, i d'altres de posteriors, i trobà que, en considerar la conducció del gas circumdant, la radiació estava més d'acord amb la llei de quarta potència que amb les fórmules obtingudes pels científics francesos.
Aquesta primera llei sobre la radiació del cos negre despertà l'interès dels físics per conèixer més sobre aquest fenomen i s'iniciaren noves investigacions, tant experimentals com teòriques. Una de les més destacades fou el descobriment de la llei de desplaçament de Wien per part del físic alemany Wilhelm Wien (1864-1928) el 1894.

### La llei de Stefan-Boltzmann
El 1875 el químic italià Adolfo Bartoli (1851–1896) aplicà la segona llei de la termodinàmica a l'emissió de radiació per part d'un cos calent, plantejant un experiment mental. El raonament de Bartoli fou millorat el 1884 pel físic austríac Ludwig Edward Boltzmann  (1844-1906), que succeí Stefan a la universitat de Viena, el qual aconseguí deduir la llei de Stefan a partir d'un cicle de Carnot aplicant la teoria de la termodinàmica clàssica i la teoria electromagnètica de Maxwell. A partir d'aquest moment s'anomenà a la llei de Stefan, llei de Stefan-Boltzmann.

## Verificació experimental
Entre 1893 i 1897 els físics alemanys Otto Richard Lummer (1860-1925) i el seu ajudant Wilhelm Wien, iniciaren al laboratori d'òptica del Physikalisch Technische Reichsanstalt (Institut Imperial de Física y Tecnologia) de Berlín, la primera comprovació experimental de la validesa de la llei de Stefan-Boltzmann. Dissenyaren un cos negre de la següent manera: S'adonaren que la solució per a obtindre un cos negre quasi perfecte no era pintar l'exterior d'un cos de negre, sinó el seu interior. El seu disseny consistí en un recipient de platí buit de forma cilíndrica, les quals parets interiors foren ennegrides amb pols de platí que és negre mat, mentre que l'exterior el deixaren sense modificar. En una de les parets feren un petit forat i deixaren aquest cos dintre d'una habitació aïllat durant molt de temps fins que assolís l'equilibri tèrmic.
Wien es traslladà a la Technische Hoschschule d'Aquisgrà i els experiments els realitzà Lummer amb els seus col·laboradors Ferdinand Kurlbaum (1857-1927) primer, i amb Ernst Pringsheim (1859-1917) després, el 1898. Aconseguiren un cos negre millorat que es podia escalfar elèctricament mitjançant unes resistències internes i que podia arribar fins als 1500 °C. Lummer i Kurlbaum pogueren confirmar la validesa de la llei de Stefan-Boltzmann des del 60 K fins als 1700 K, i proposaren l'ús d'aquest cos negre per a definir la unitat d'intensitat lluminosa.

## La teoria de Planck
L'any 1896, el físic alemany Wilhelm Wien (1864-1928) determinà de manera empírica la llei de distribució de la radiació dels cossos negres o llei de Wien. De manera independent, Ludwig Boltzmann arribà a aquesta mateixa conclusió a partir de consideracions sobre les equacions de Maxwell, per bé que aquesta llei només s'esdevenia a altes freqüències i subestimava la radiació a baixa freqüència. L'any 1900, el físic alemany Max Planck (1858-1947) corregí aquest model tot servint-se de la interpretació estadística de la termodinàmica de Boltzmann, i proposà la que actualment es coneix com a llei de Planck, una hipòtesi fonamental en la història de la ciència i que, a la vegada, suposa el naixement de la física quàntica. Aquesta hipòtesi és la quantificació de l'energia. Segons Planck, l'energia no és una magnitud contínua, sinó discreta; la qual només pot agafar uns determinats valors, que estan fixats i són invariables, múltiples d'un valor anomenat quàntum elemental. Planck obtingué una equació que descriu perfectament les característiques de la radiació emesa per un cos negre:
{\displaystyle B_{f}(T)={\frac {2hf^{3}}{c^{2}}}{\frac {1}{e^{\frac {hf}{k_{B}T}}-1}}}
on:
- {\textstyle B_{f}(T)}, és la radiància espectral, en unitats W/srd·m²
- {\textstyle h}, és la constant de Planck, 6,626 069 57(29) × 10–34 J·s
- {\textstyle f}, és la freqüència
- {\textstyle k_{B}}, és la constant de Boltzmann, 1,380 650 4(24) × 10–23 J/K
- {\textstyle c}, és la velocitat de la llum al buit, 299 792 458 m/s
- {\textstyle T}, és la temperatura absoluta.

A partir d'aquesta equació, si s'integra, s'obté la llei de Stefan-Boltzmann amb la constant de Stefan-Boltzamnn relacionada amb constants físiques fonamentals:
{\displaystyle \sigma ={\frac {2\pi ^{5}k_{\mathrm {B} }^{4}}{15h^{3}c^{2}}}}

## Aplicacions

### Piròmetre de radiació total
Els piròmetres són instruments per a mesurar temperatures elevades. Un tipus de piròmetre és el de radiació total que mesura la radiació total emesa per un cos calent, la concentra en un detector i en dedueix la temperatura basant-se en la llei de Stefan-Boltzmann. Amb aquest tipus de piròmetre es poden mesurar temperatures que van des dels 450 °C fins als 1 800 °C, sense necessitat que hi hagi contacte entre el sensor i la font de calor. S'empra a la indústria en molts de processos que assoleixen altes temperatures.

### Termografia

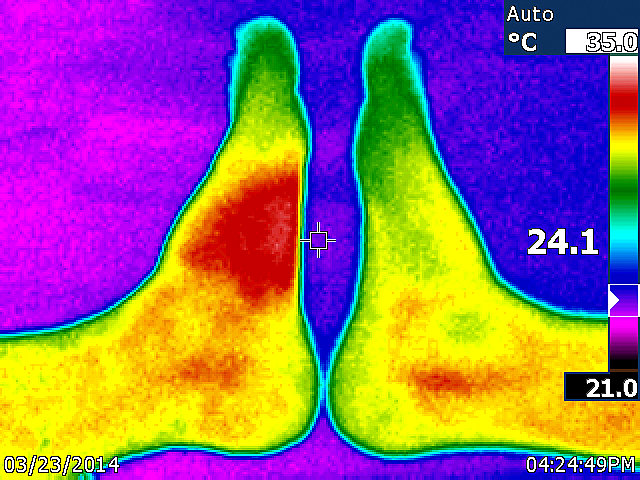
El peu de l'esquerra té una picadura d'insecte. L'augment de la temperatura s'indica amb una coloració vermella a la termografia

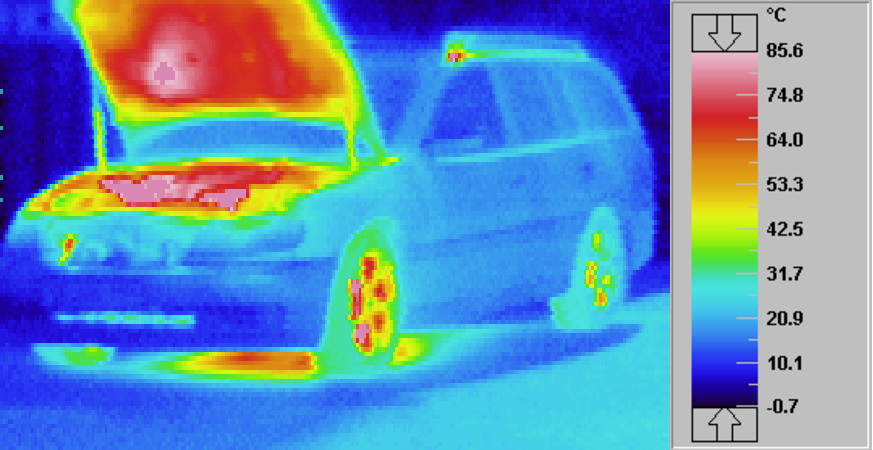
Termografia d'un cotxe després d'haver circulat. Les zones de color vermell són les més calentes.

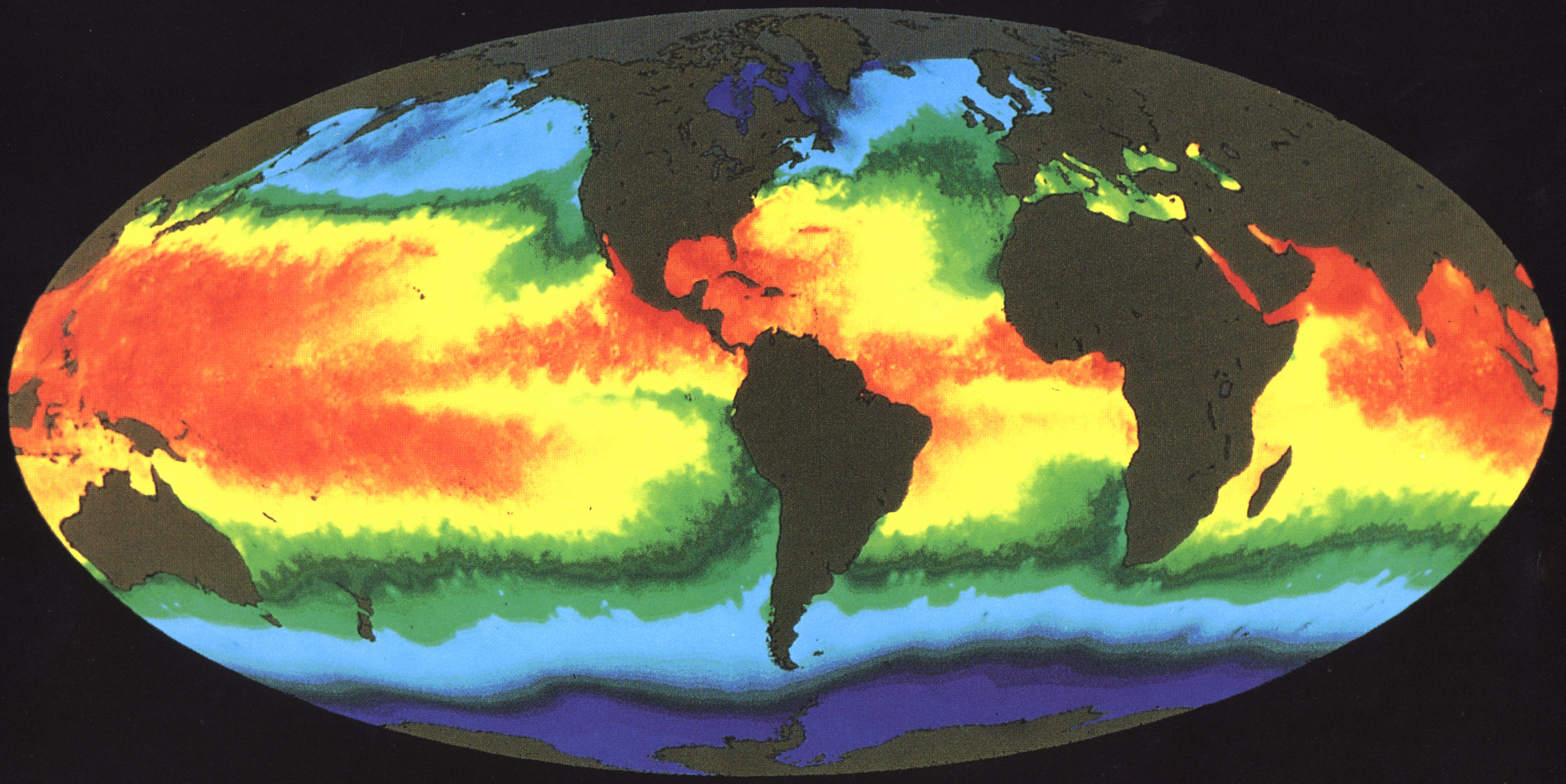
Mapa de la superfície dels oceans el 1984

Una de les aplicacions de la llei de Stefan-Boltzmann és la termografia. Mitjançant un termògraf es pot escanejar un cos i mesurar la intensitat de radiació que emet cada part d'ell. Així es pot saber la temperatura de cadascuna d'aquestes parts. S'empra a medicina per a la detecció de tumors, ja que la cèl·lules canceroses tenen un metabolisme més alt que les cèl·lules normals, la qual cosa fa que estiguin a una temperatura lleugerament més alta, també es poden detectar zones d'inflamacions, etc. A la indústria s'empra per detectar les parts que s'escalfen més a un motor, a un forn, a un radiador, a un circuit electrònic, a engranatges, etc.
Mitjançant radiòmetres muntats en satèl·lits artificials en òrbita polar o geoestacionaris, com ara els NOAA o els Meteosat, és possible mesurar la irradiància emesa per seccions de la superfície de la Terra i obtindre'n la seva temperatura mitjançant la llei de Stefan-Boltzmann. S'empren per a la investigació dels núvols, els límits terra-aigua, la neu i l'extensió del gel, la formació de gel o la seva fusió, la distribució de núvols durant el dia i la nit, les temperatures de les superfícies radiants, i la temperatura de la superfície del mar.

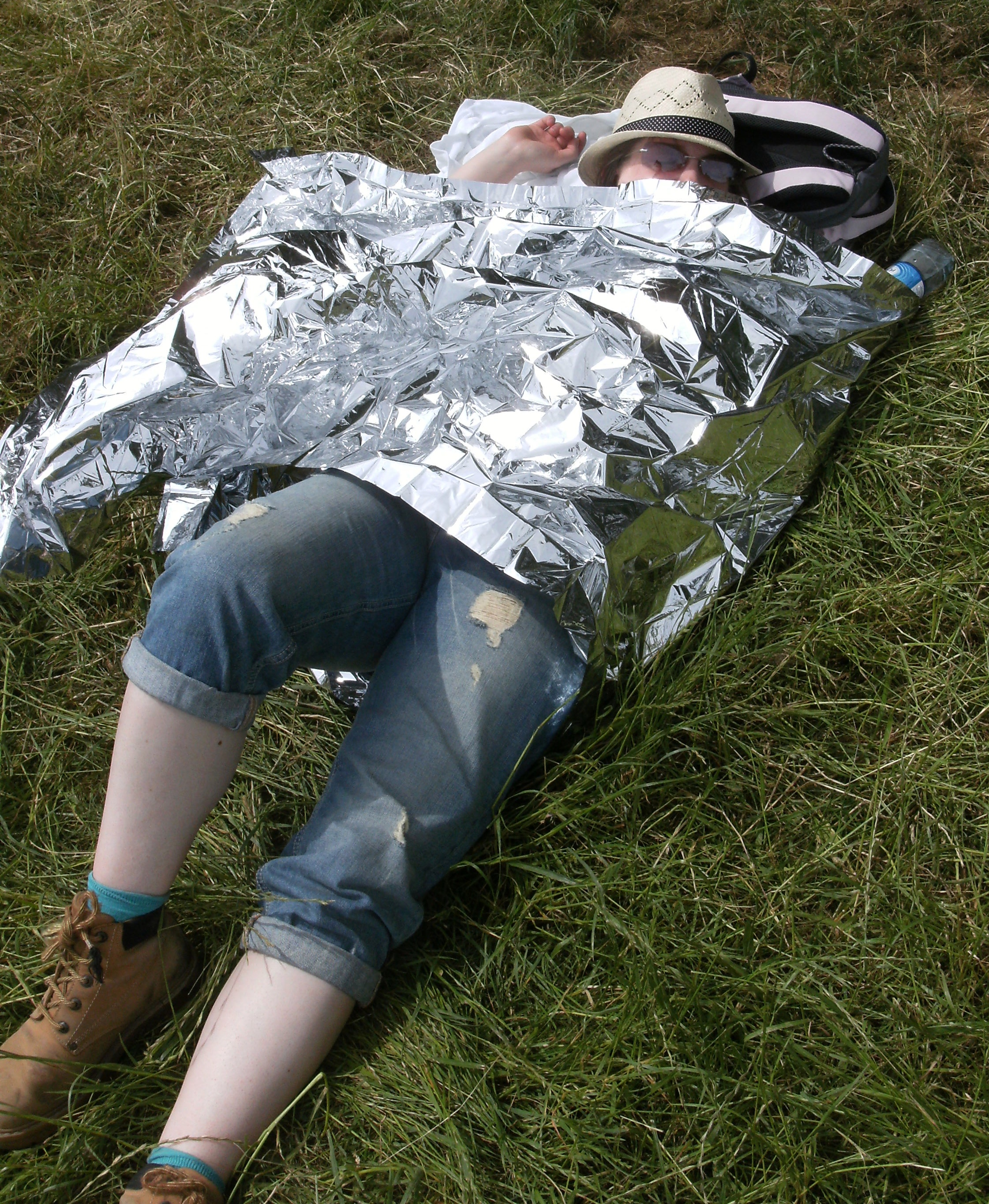
Persona coberta parcialment amb una manta isotèrmica

### Aïllants

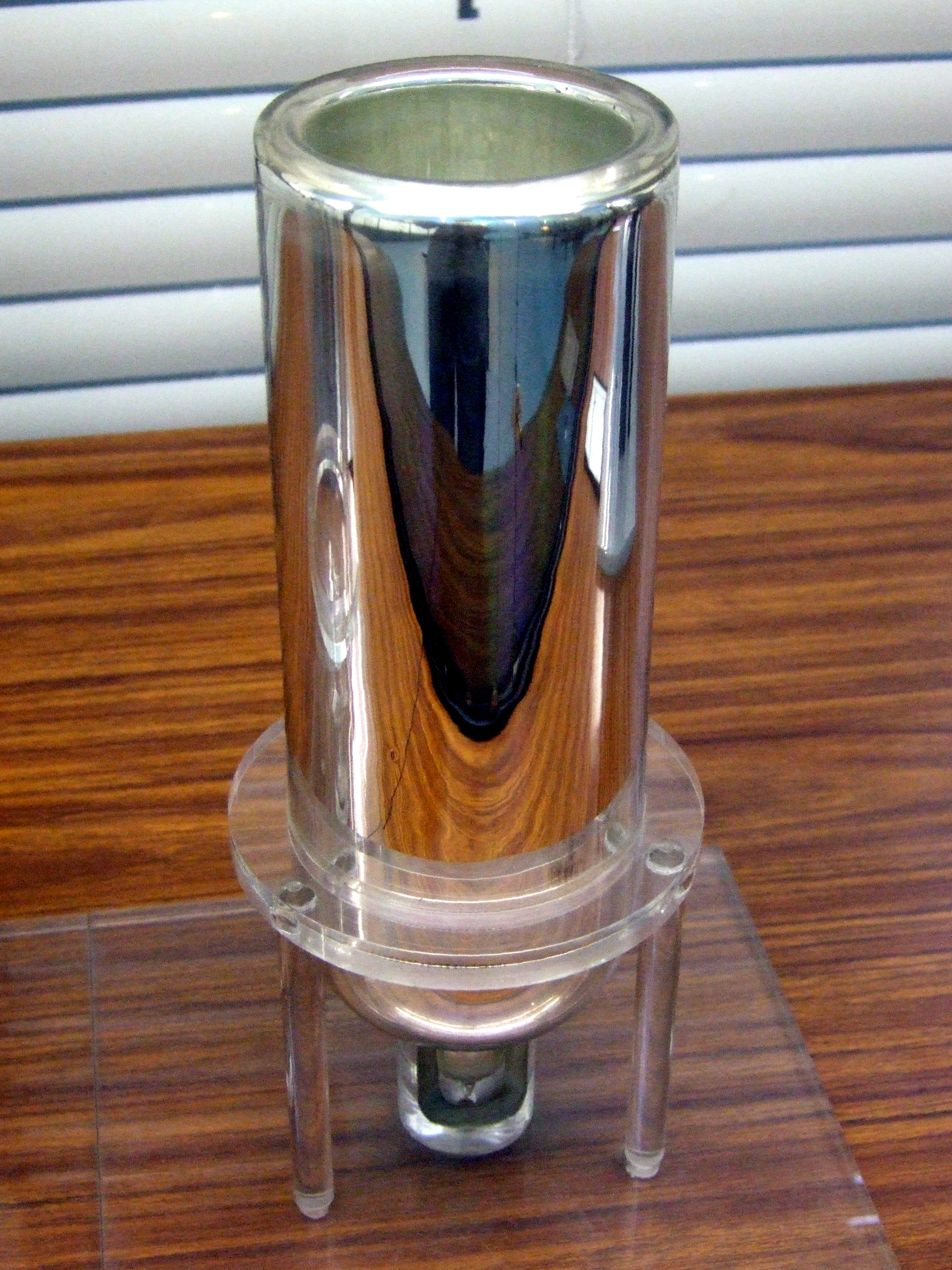
Vas Dewar (exhibit al Deutsches Museum, Múnic)

Els cossos calents emeten energia radiant baixant la seva temperatura. Per mantenir la temperatura corporal de les persones accidentades les cobreixen amb mantes isotèrmiques les quals són fabricades amb un plàstic molt fi amb una cara dorada i l'altra aluminitzada. D'aquesta manera la superfície té una baixa emissivitat, els metalls polits tenen poc poder d'emissió, i perd poca energia per radiació. Els vasos Dewar, coneguts comercialment com a termos, i que s'empren per a mantenir aliments calents o freds al seu interior, tenen les seves superfícies argentades (recobertes d'una fina capa d'argent).

### Radi de les estrelles

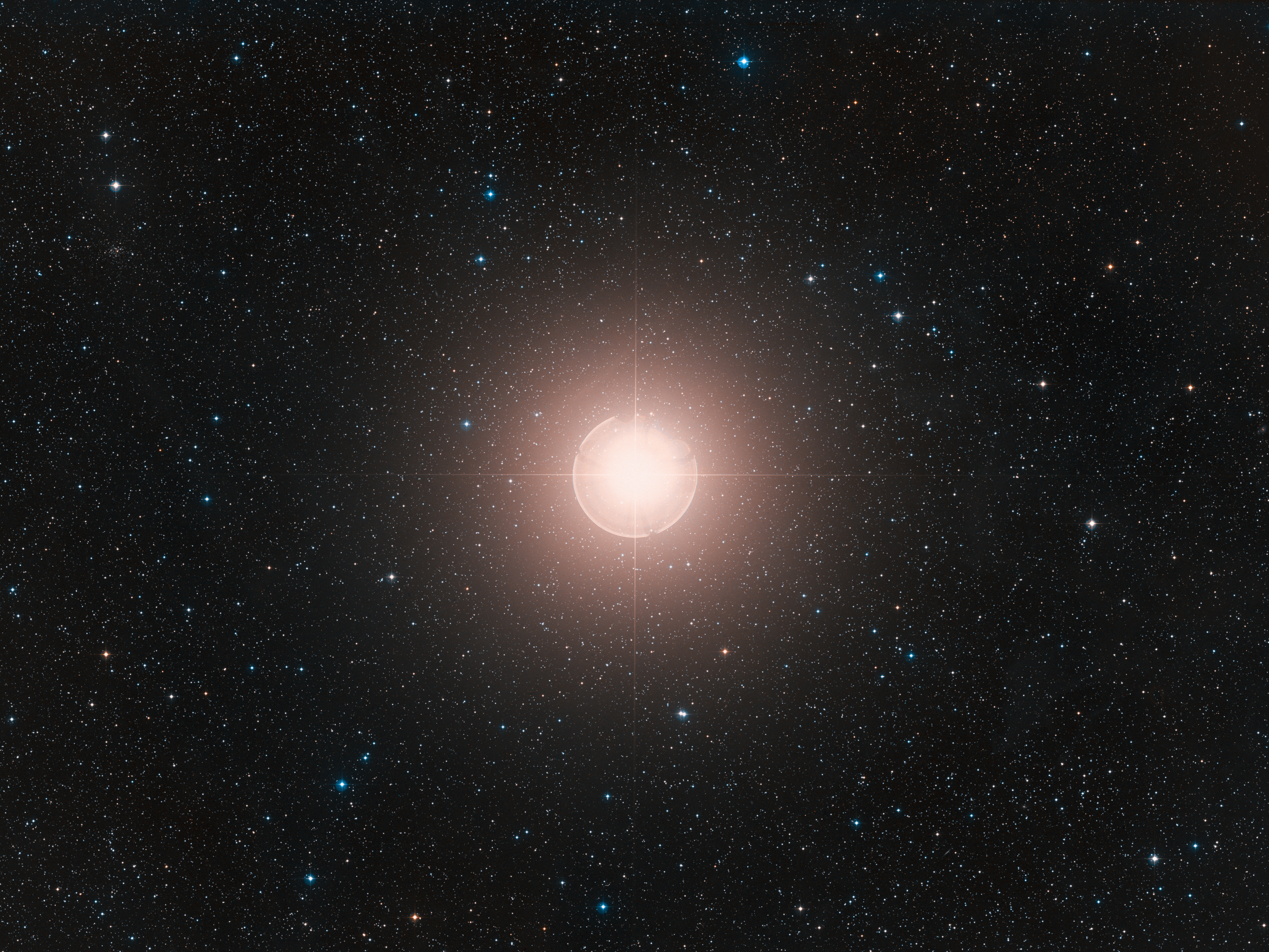
Betelgeuse

El radi de les estrelles, {\textstyle R}, és possible determinar-lo emprant la llei de Stefan-Boltzmann. Si s'analitza el seu espectre hom pot determinar la seva temperatura, {\textstyle T}, a partir de la llei de Wien. La lluminositat {\textstyle L}, o potència, d'una estrella és expressada per l'equació:
{\displaystyle L=4\pi R^{2}\sigma T^{4}}
La lluminositat d'una estrella es pot comparar amb la lluminositat del Sol, {\textstyle L_{S}}:
{\displaystyle {\frac {L}{L_{S}}}={\frac {4\pi R^{2}\sigma T^{4}}{4\pi R_{S}^{2}\sigma T_{S}^{4}}}}
I els radis de l'estrella, {\textstyle R}, i del Sol, {\textstyle R_{S}}, queden relacionats amb les temperatures i les lluminositats:
{\displaystyle {\frac {R}{R_{S}}}=\left({\frac {T_{S}}{T}}\right)^{2}{\sqrt {\frac {L}{L_{S}}}}}
La relació de lluminositats està relacionada amb les magnitud estel·lars del Sol, {\textstyle m_{S}}, i de l'estrella, {\textstyle m}, segons:
{\displaystyle {\frac {L}{L_{S}}}=2,51^{m_{S}-m}}